# Voltron: Legendary Defender

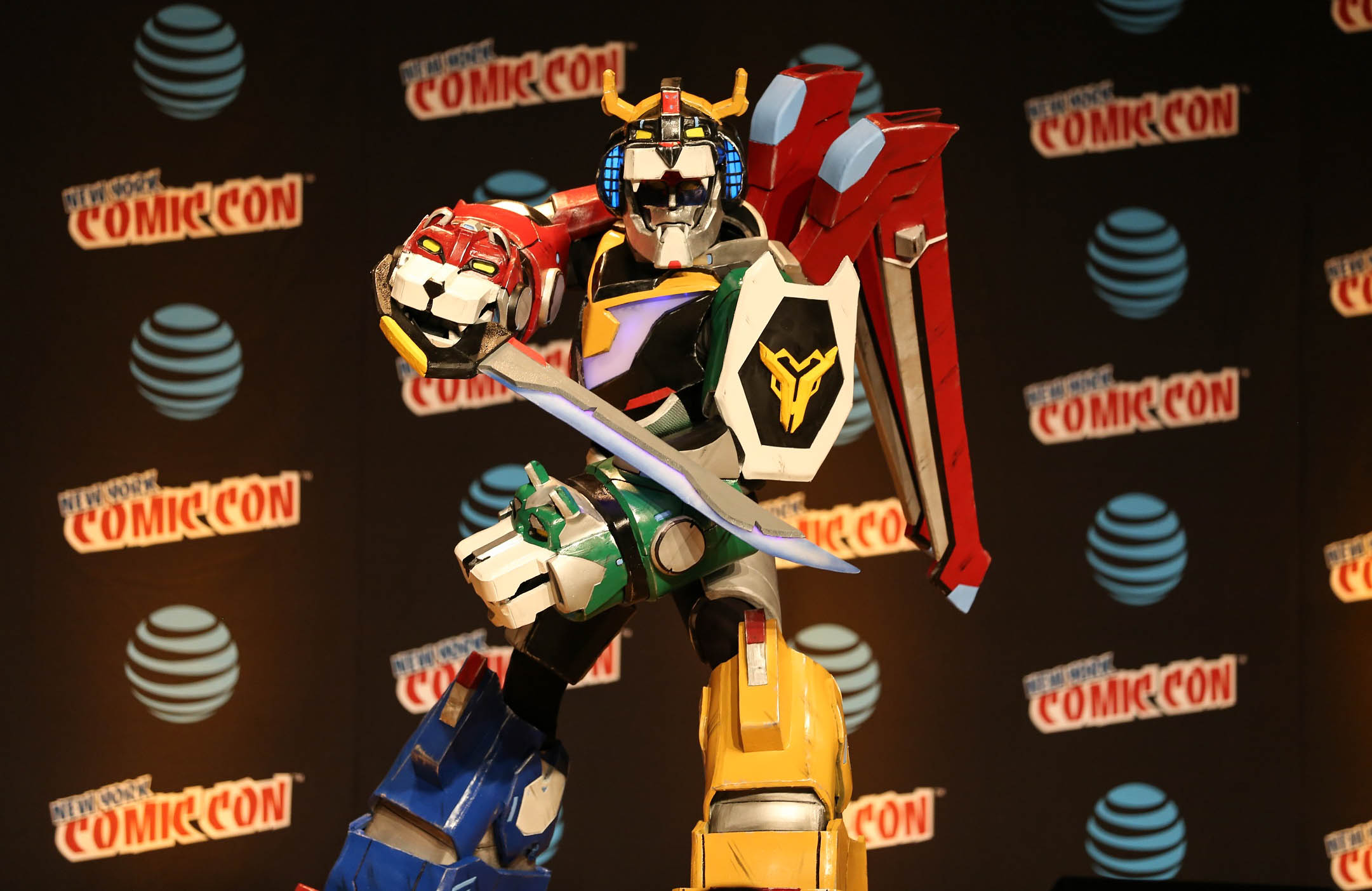
Cosplay de Voltron durante la Comic Con de NuevaYork, 2016.

Voltron: El defensor legendario es una serie animada producida por DreamWorks Animation Television y World Events Productions y animada en por el estudio Studio Mir. Es un reboot de la serie Voltron de 1984, y su animación es una mezcla de personajes estilo anime y fondos y CGI para las secuencias de acción de Voltron. El estreno de la serie en Netflix fue el 10 de junio de 2016 y está dividida en 8 temporadas. La serie fue lanzada de forma global en los Estados Unidos, Canadá, México, Brasil, Argentina, Reino Unido, Australia, Nueva Zelanda, Irlanda, los países Nórdicos, Benelux, Francia y España.
La serie será eliminada de Netflix el 6 de diciembre de 2024.

## Premisa
En esta serie, 5 pilotos se unirán para pilotar a los Mecha leones y formar a Voltron con el objetivo de salvar la galaxia del malvado emperador Zarkon

## Argumento
Por milenios, el malvado Imperio de los Galra ha conquistado y destruido planetas y a sus habitantes en todo el universo. La única amenaza conocida para sus planes es el legendario "Defensor del Universo" Voltron, un robot guerrero de 100 metros de altura, compuesto por 5 leones robot, sin embargo, el paradero de estos es desconocido. La realidad es que Voltron fue separado por el Rey Alfor de Altea, para evitar que éste cayera en las manos del Emperador Zarkon de los Galra.  En medio de la guerra que terminó en la destrucción del planeta Altea, el Rey Alfor ligó la energía de los cinco leones a la fuerza vital de su hija, la Princesa Allura, y los envió a diferentes lugares del universo hasta que la nueva generación de Paladines aparezca para pilotar a Voltron. La Princesa Allura, su consejero real koran, los ratones y el Castillo Altean fueron escondidos en el planeta Arus junto con el León Negro. En la actualidad, en el camino a la conquista y la búsqueda de Voltron por el Imperio Galra los ha llevado a la Tierra donde un grupo de pilotos espaciales: Shiro, Keith, Lance, Pidge y Hunk; han descubierto al León Azul e inmediatamente quedan envueltos en la guerra contra los Galra. Al ser transportados por el León Azul por un portal de gusano para escapar de la nave que los perseguía, se encuentran con el Castillo Altean donde conocen a la Princesa Allura y se convierten en los siguientes Paladines, y tendrán que reunir a los cinco leones para formar a Voltron y frustrar los planes del Emperador Zarkon y derrotar a todo el Imperio Galra.

## Personajes

### Lance
Actor de voz: Jeremy Shada
Lance es el paladín del León Azul de Voltron, se describe a sí mismo como un mujeriego y el payaso del equipo. La personalidad de Lance hacia el exterior es  muy egoísta, confrontacional, coqueta, y a veces francamente arrogante. Es por lo general el primero en hacer la luz de una situación delicada, discute constantemente con Keith debido a su rivalidad, consecuencia de las numerosas veces que Lance se ha visto en competencia con este, sin embargo, conforme la serie avanza, ambos desarrollan una amistad. En realidad puede ser bastante sensible, reflexivo, y distante en momentos en que sus compañeros de equipo no están presentes o cuando se baja la guardia. Él extraña profundamente la Tierra y quiere completar la misión de destruir Zarkon para poder volver con su familia, que desde su formación Paladín psíquica que muestra una foto de ellos en su mente, es bastante grande y con la cual es muy cercano. También reflexiona sobre cuán lejos está de casa, esto pasa cuando Coran le muestra un mapa del universo conocido y la distancia entre Arus y la Tierra, lo cual termina de soplar su mente. Su actitud arrogante y materialista sirve como cubierta para sus sentimientos de nostalgia, y es bastante transparente en eso. También es conocido como el menos perspicaz de su equipo, ya que fue el único engañado por el disfraz de Pidge como un niño, y expresó una sorpresa cómica cuando Pidge reveló su verdadera identidad.
Lance encarna la afiliación elemental del león del agua azul: en sus capacidades equilibradas y la naturaleza de muchas capas. Como el agua, Lance puede tomar muchos estados, y no siempre es como parece y tiene la profundidad oculta dentro de su personalidad aparentemente superficial. Su personalidad amable y abierta le permite conectarse a todos sus compañeros de equipo a pesar de sus muchas diferencias.En estas formas de Lance encarna el elemento Agua.

### Keith
Actor de voz: Steven Yeun
Keith es el actual paladín del León Rojo de Voltron. Un muchacho de rostro agraciado,de pocas palabras y gran ingenio, Keith es un solitario y rebelde atractivo por naturaleza, lo que resultó en su expulsión de la Academia Garrison.
Es impulsivo,temperamental, al igual que su león, lo que hace que sea difícil para muchos a trabajar con él, pero les encanta. Al ser huérfano, Keith rara vez ha tenido la oportunidad de formar relaciones con los demás y no tardó en olvidarse de sus compañeros tras ser expulsado. Pasó la mayor parte de su tiempo viviendo solo en una casa en el desierto, en busca de un sentido a su existencia, y la exploración de un rango cercano a la montaña.
Es un hombre de acción que odia correr de una pelea, aunque a veces su valor lo lleva a ponerse en situaciones que están muy por encima de su cabeza. También tiene una relación de rivalidad tanto antagónica con Lance 
Keith es seguro, pero a veces se olvida que la paciencia es necesaria en su cumplimiento del deber. También es muy perceptivo, ya que era consciente de la verdadera identidad de Pidge, a pesar de sus intentos por ocultar su género.
Keith tiene una personalidad inestable y exaltada que lo hace nunca renunciar o huir de una pelea.
Keith aparentemente encarna la afiliación elemental del León de fuego rojo: en su personalidad impulsiva, feroces instintos en la batalla, y el humor a menudo incendiario y observador. Pero como el fuego, es explosivo y de tendencias impulsivas las cuales se pueden aprovechar como una valiosa herramienta y arma para asegurar la supervivencia y la victoria de sus amigos e inocentes.

### Pidge Gunderson
Actriz de voz: Bex Taylor-Klaus
Pidge Gunderson, también conocida como Katie Holt, es la actual Paladín del León Verde de Voltron. Pidge es una genio de la tecnología y es más que capaz de aprenderla rápidamente, aún si esta es extranjera avanzada. Ella es también una persona intensamente privada, a menudo necesitan un cierto grado de espacio personal y tiene un tiempo difícil al intentar unirse con los demás. Ella tenía un tiempo profundamente duro con su entrenamiento físico debido a este aspecto profundo de su personalidad.
Entre sus compañeros de equipo, es más cercana a Shiro y Hunk. Su estrecha amistad con Shiro se le debe de haber sabido de ella desde su tiempo de trabajo con su hermano y su padre. Pidge a menudo se dirige a Shiro en busca de orientación, y Shiro a menudo ofrece perspectiva y enfoque cuando Pidge está ansiosa o asustada. Su vínculo se profundizó cuando perdonó a Shiro por herir a su hermano Matt en sus días de gladiadores, después de que Shiro explicó que lo hizo para mantener a Matt fuera de los combates en la arena de Zarkon. Desde entonces, Shiro ha sido el amigo / hermano sustituto más cercano a Pidge. Hunk y Pidge se llevan bien debido a sus puntos en común como expertos en ciencia,la actitud alegre de Hunk equilibra la excitabilidad de Pidge, y su historia compartida como cadetes de la academia Garrison. A menudo trabajan juntos en los leones para instalar actualizaciones constantes de Pidge, y que a menudo quedan atrapados en situaciones ridículas juntos.
Pidge sin duda encarna la afiliación elemental de su León de la selva verde: Ella se adapta constantemente a su entorno, sostiene y protege a las personas a su alrededor, y es capaz de prosperar incluso en las circunstancias más adversas.

### Hunk
Actor de voz: Tyler Labine
Hunk es un hombre de inmenso tamaño, tanto física como emocionalmente. Él es también el paladín del león amarillo de Voltron. Es el más simpático y más amable del equipo, Hunk es a menudo la voz de la moderación y la cautela de los cinco paladines y a pesar de su inmensa fuerza tiene dificultades para participar en peleas, debido a su naturaleza gentil. Sin embargo, cuando se desencadena su ira, no sería prudente enfrentarse a él. Hunk también poseía un miedo a las alturas que superó  rápidamente cuando adquirió el León amarillo, a pesar de vomitar en múltiples ocasiones. Esto es probablemente debido a la unión entre los dos; y cómo pilotar el León es más parecido al mando de un gran cuerpo de pilotar una nave, haciendo que el proceso se sienta más controlado y natural para un hombre como Hunk. Él tiene un vínculo estrecho con su equipo que le permite llevarse bien con todo el mundo, principalmente con Lance y Pidge, debido a que los tres fueron compañeros en la misma escuadra de vuelta en la Academia Garrison en la Tierra. Él y Lance comparten sus personalidades en gran medida relajada mientras Pidge es su igual y contemporánea en el campo de la ciencia. Hunk es la más suave de sus amigos, lo que le permite hacer amigos rápida y fácilmente.
También es bastante humilde, pero utilizará el poder de su posición para inspirar esperanza en aquellos que han aprendido a vivir sin ella. Esto demuestra que Hunk sigue siendo el mismo a pesar del poder que se le confiere como un paladín, ya que su autoridad se utiliza sólo en el servicio de los demás. Hunk es altruista, centrándose en ayudar a sus amigos a través de cualquier medio necesario, ya sea como un cocinero, un paladín, ingeniero, y así sucesivamente.
Hunk encarna en muchos aspectos la afiliación elemental del León amarillo de la tierra: Su fuerza, la resistencia, el miedo a las alturas, y la naturaleza protectora son las cualidades del león y el elemento, y también sirve como humilde fundación del grupo como un soldado leal y amigo. Al parecer tiene muy mala cinetosis (vomita en el simulador de vuelo y en el león azul), aunque más tarde él no muestra ningún signo de esto. Esto es probablemente debido a sus experiencias con el león amarillo y gracias a la ayuda de los otros logró superar su miedo.

### Shiro
Actor de voz: Josh Keaton
Takashi "Shiro" Shirogane,un hombre de muy buen ver, es un piloto experto de reputación legendaria y el líder de los cinco paladines de Voltron. Él es el paladín del León Negro de Voltron. La personalidad de Shiro es la de un líder nato, el mando se le da de forma natural y pone la calma en su equipo. A pesar de que tiene una presencia imponente, Shiro es bastante sensible y amable.A pesar de lo serio y directo que Shiro puede ser, él también puede ser tan tonto y relajado como sus amigos cuando tiene la oportunidad. También se sabe que se sienten un tanto disgustado por prótesis de brazo derecho que contiene tecnología Galra. 
Shiro encarna la afiliación elemental del León Negro del Aire: en el que él es la corriente que guía a sus compañeros paladines y los mantiene en curso, y que su personalidad puede ser amable y suave pero al mismo tiempo puede ser una fuerza poderosa y abrumadora de la naturaleza. Y como el aire, Shiro sirve como combustible para el fuego del espíritu del equipo y la voluntad de luchar.

### Allura
Actriz de voz: Kimberly Brooks
Allura es la última princesa del planeta Altea, y en la actualidad la única Altea femenina viva. Al ser un miembro de la familia real Alteana, Allura es conocida por su actitud dominante hacia los Paladines, su actitud seria, y la personalidad en ocasiones lúdica. Ella, sin embargo, tienen un odio y aborrecimiento profundo por Zarkon, quien como ex Paladín Negro traicionó a la alianza entre los gobiernos Galra - Altean, y mató a su padre, el rey Alfor. Allura es una persona muy humanitaria y altruista que quiere hacer lo correcto por la gente de la galaxia y es increíblemente comprometida con sus deberes diplomáticos y militares como la hija del rey, y parece definir su misión por las mismas normas. Allura admira mucho a su padre y lo extraña, y se esfuerza mucho para tomar el mando y el liderazgo en su lugar.
Allura tiene una estrecha relación con los ratones que compartían su crio-pod con ella, y que ahora comparten una conexión empática, con ellos teniendo su inteligencia aumentada por los recuerdos y la mente de Allura. La princesa Alteana también está cerca de su tutor y asistente, Koran, que es devotamente protector con ella, tanto como su amigo y como lo más parecido que ha dejado a la familia.

### Koran
Actor de voz: Rhys Darby
Koran es el asesor de la princesa Allura y el único varón Alteano vivo conocido. Koran se caracteriza por ser un tanto vanidoso, torpe, y muy tradicionalista. Él a menudo suele olvidar que los paladines actuales tienen diferentes costumbres, dietas y comportamientos, pero está en su núcleo ser un hombre dedicado y amable. A pesar de que puede comportarse de manera boba a veces, Koran es un hombre de gran experiencia, y viene de la línea familiar que ha servido a la realeza de Altea por generaciones.
Koran se preocupa mucho por el bienestar de los paladines y de Allura, a menudo pone de su mayor esfuerzo para asegurarse de que reciban una alimentación adecuada, descanso y paz. También es muy compasivo. Está bien versado en xenobiología, capaz de comprender e identificar y memorizar grandes detalles de los animales de todo tipo de todo el cosmos. Él es también un experto en muchas ciencias comunes, tanto de los seres humanos como Alteanos, incluyendo la práctica médica, artes culinarias, mecánica, eléctrica, astromecanica, biológicas y la ingeniería informática, así como la comprensión de la ciencia de los cristales Balmeran como parte de su dominio de xenobiología.
También se sabe que está bien versado en la transferencia de la memoria y el descifrado, como la ciencia desde hace mucho tiempo dominado por los científicos Alteanos. También posee un conocimiento enciclopédico de todas las cosas que pertenecen a Voltron, incluyendo la naturaleza de los leones, las técnicas de entrenamiento Paladin, y mucho más.

### Zarkon
Actor de voz: Neil Kaplan
Zarkon es el dominante y cruel gobernante del Imperio Galra desde hace 10.000 años hasta la actualidad. Originalmente, es el ex paladín negro de Voltron ,pero Zarkon comenzó a tener hambre de poder y se dedicó a ampliar su gobierno. El Rey Alfor de Altea ocultó los leones de Voltron de él, y por lo tanto Zarkon comenzó su campaña de terror sin oposición. 
Zarkon es un ser sádico y cruel, tanto que creó la arena de gladiadores para su diversión. En ella, obliga a los seres débiles y pacíficos a la batalla contra los combatientes monstruosos, probablemente debido a su odio por la debilidad en general. Zarkon también es un genio de las mediciones desconocidas. Sus habilidades como estratega militar son irreprochables, y su reino de milenios de años de duración le han dejado con la capacidad sin igual como líder. Es de naturaleza calma y confiada debido a sus años de experiencia y dominio exitoso, casi nunca se le ve frustrado o alterado.
Ya que fue el primer Paladín Negro, posee el Bayard Negro como su arma personal. Su habilidad va más allá de la maestría. Él es capaz de utilizar el Bayard Negro para crear armas masivas, escudos de energía densa, hachas, espadas, y hojas de cadena, cambiando su forma fluida en varias ocasiones y sin rupturas ni vacilación. Teniendo en cuenta su vida útil extremadamente larga, ha tenido mucho tiempo para hacerse con el control total del arma y entender todo lo que hay que saber sobre ella empuñando la misma.

### Lotor
Actor de voz: AJ Locassio
Es hijo del emperador del imperio galra Zarkon y heredero a éste como tal. Es un mestizo de las especies galra y alteano, lo que de cierta manera lo encausa a luchar a favor de todos los que no son galras de sangre pura. El papel de Lotor para los paladines va en constante cambio, al principio aparece como un enemigo astuto que está inovando en la tecnología de su imperio para derrotar a Voltron; pero por constantes peleas con su padre termina uniéndose al equipo de los paladines.
En el equipo paladín forja un lazo cercano con Allura y se gana la confianza del equipo revelando información para atacar al imperio de su padre; excepto de Lance, quien se siente desplazado del corazón de Allura al ver lo íntimos que se han vuelto con ella con suma facilidad.
Lotor es un personaje controversial en la serie por todos los problemas que no puede afrontar y todo lo que aparenta ser; es la imagen de un líder cuyos buenos ideales terminan siendo opacados por sus conflictos emocionales.

### Sendak
Actor de voz: Jake Eberle
El comandante Sendak es uno de los subordinados de mayor confianza de Zarkon. Es un luchador muy sádico y que no se debe subestimar. Su estilo de lucha se basa principalmente en el uso de su brazo izquierdo cibernético y su correa de energía y las garras penetrantes. Sin embargo, sin ella es increíblemente vulnerable y se puede derrotar con relativa facilidad. Su lealtad a Zarkon y la adhesión a la jerarquía militar es sin lugar a dudas y sólo obedece las órdenes que se le dan. Es un soldado modelo y ciudadano del imperio Galra. También es experto en la guerra psicológica y la estrategia militar.

### Haggar
”Honerva”
Actriz de voz: Cree Summer
Es una de las subordinadas de Zarkon y la creadora de las robobestias. Maestra de la magia oscura, Haggar lidera un grupo de druidas, una orden mística del Imperio Galra, y sirve como uno de los asesores más cercanos de Zarkon. Ella era responsable del brazo cibernético de Shiro después de haber experimentado con él durante su tiempo como prisionero con el Galra.
También es la esposa del emperador Zarkón y madre del príncipe Lotor pero no recuerda nada del pasado debido a la quintaesencia y su hambre de poder